# Saweli Moissejewitsch Feinberg
Saweli Moissejewitsch Feinberg (russisch Савелий Моисеевич Фейнберг, englische Transkription: Saveli Moiseevich Feinberg; * 11. Dezemberjul. / 24. Dezember 1910greg. in Baku, Russisches Kaiserreich; † 20. Oktober 1973 in Moskau) war ein sowjetischer Physiker, der auf dem Gebiet der Reaktortechnik arbeitete.

## Leben
Feinberg studierte bis 1932 am Aserbaidschanischen Polytechnischen Institut Ingenieurwissenschaften und war dann bis 1934 Aspirant des Instituts. Von 1934 bis 1942 arbeitete er in einem Institut der Erdölindustrie und anschließend kurzzeitig beim Bau eines Flugzeugwerks in Baku. Bevor er 1943 zum Armeedienst einberufen wurde, war er Dozent an einer Marineschule. Nach einer schweren Verwundung wurde er 1944 aus der Armee entlassen. Von 1944 bis 1945 war er Leiter einer Forschungsgruppe in einem Institut der Flugzeugindustrie in Schukowski, Oblast Moskau. Nach Ende des Zweiten Weltkrieges wurde er 1945 Mitarbeiter des Instituts für Chemische Physik der Akademie der Wissenschaften der UdSSR.
1946 wechselte er an das Labor Nr. 2 der Akademie der Wissenschaften, das spätere Kurtschatow-Institut, wo er bis zu seinem Tod tätig war. Dort wurde er Leiter der theoretischen Abteilung. Seit 1947 war er Professor für theoretische und experimentelle Reaktorphysik am Moskauer Ingenieur-physikalischen Institut. 1949 erhielt er den sowjetischen Doktortitel. 
Im Kurtschatow-Institut arbeitete er an der Projektierung und dem Bau verschiedener Reaktortypen mit. Besonders bekannt wurde er mit seinem 1958 entworfenen theoretischen Konzept eines Laufwellen-Reaktors (englisch traveling-wave reactor, TWR), der seinen eigenen Brennstoff erbrüten kann.
Feinberg erhielt zahlreiche staatliche Auszeichnungen. 1974 wurde er postum mit der Kurtschatow-Goldmedaille der Akademie der Wissenschaften der UdSSR geehrt.
Er war ein Cousin des Physikers Jewgeni Lwowitsch Feinberg.

## Schriften (Auswahl)
- S. M. Feinberg: Heterogeneous methods for calculating reactors: Survey of results and comparison with experiment. In: Proc. International Conference on the  Peaceful Uses of Atomic Energy. Band 5. Geneva 1955, S. 484.
- I. V. Kurchatov, S. M. Feinberg et al.: The PGR pulsed graphite reactor. In: Soviet Atomic Energy. Band 17, Nr. 6, 1964, S. 1224–1235.
- S. M. Feinberg, N. A. Dollezhal' et al.: Physical and operating characteristics of the SM-2 reactor. In: Soviet Atomic Energy. Band 17, Nr. 6, 1964, S. 1212–1223.
- S. M. Feinberg: Nuclear power stations. In: Soviet Atomic Energy. Band 25, Nr. 5, 1968, S. 1175–1192.
- S. M. Feinberg: High-flux continuous research reactors and their prospects. In: Soviet Atomic Energy. Band 29, Nr. 3, 1970, S. 870–875.
- S. M. Feinberg: Fast gas and thermal breeder reactors. In: Soviet Atomic Energy. Band 37, Nr. 1, 1974, S. 679–686.